# 티아고 모타
티아고 모타(이탈리아어: Thiago Motta, 포르투갈어: Thiago Motta 치아구 모타[*], 1982년 8월 28일 ~ )는 브라질, 이탈리아의 은퇴한 축구 선수로 현역 시절 포지션은 미드필더였다.
20대 중반까지 바르셀로나에 소속되었던 그는 피지컬 능력, 우수한 패싱 능력, 그리고 강력한 중거리포로 알려져 있으나, 부상이 잦은 것으로도 알려져 있었다.
 그는 2년 반간 인테르나치오날레에서 활약하며 두 클럽 도합으로 11개의 주요 타이틀을 획득하였다.
그는 2003년 CONCACAF 골드컵에서 브라질 대표로 2번 출전하였다. 이탈리아 핏줄이 흐름에 따라 이탈리아 시민권을 획득한 그는, 2011년을 기점으로 이탈리아 국가대표에 발탁되어 UEFA 유로 2012 준우승을 도왔다.

## 클럽 경력

### 바르셀로나
상 파울루 상 베르나르두 두 캄푸 출신으로, 모타는 1999년에 17세의 나이로 CA 주벤투스에서 바르셀로나에 이적하여 클럽의 리저브팀에서 주로 활약하였다. 그는 2001년에 아카데미를 졸업하고 3-0으로 승리한 마요르카와의 10월 3일 경기에서 1군 데뷔를 하였다.
2001-02 시즌의 UEFA 챔피언스리그에서 모타는 7경기 출전하며 팀의 준결승행을 도왔다. 2002-03 시즌의 라 리가에서, 그는 한 시즌 최다인 21경기에 출전 (3득점 기록) 하였으나 바르싸 (Barça)는 이 시즌의 리그에서 6위에 그쳤고, 그 다음 시즌의 UEFA컵의 긴 여정에 있어 주요 선수가 되었으나, 0-1로 패한 (합계 0-1) 글래스고의 셀틱 1차전 원정의 하프 타임에 상대 골키퍼 로버트 더글러스를 터널에서 폭행한 것으로 인해 퇴장 명령이 내려졌다.
모타는 2004년 9월 11일 세비야 전에서 부상을 당해 7달간 결장한 것과 같이 바르셀로나 시절에는 여러 차례 부상을 당하였다. 그는 왼쪽 무릎의 전방 십자 인대와 측면 십자 인대를 복구하는 수술이 필요하였으나, 이후 빠르게 회복하였고, 2004-05 시즌 챔피언이 4월 17일 헤타페를 2-0으로 이긴 경기에서 필드에 들어갈때 박수 갈채를 받았다.

### 아틀레티코 마드리드
2007년 8월말, 모타는 아틀레티코 마드리드와 미공개 이적료에 1년 계약을 체결하였다.
그는 또다시 부상으로 결장하며 시작하였다. 발렌시아와의 코파 델 레이 8강에서, 그는 25분만에 퇴장당하였고, 아틀레티코 마드리드 (Colchoneros)는 원정 경기에서 0-1로 패하였다.
주전인 라울 가르시아가 부상당하고 2008년 1월에 마니시가 떠나면서, 모타의 출전 기회가 늘어났다. 그러나, 3월에 무릎 문제가 재발하였고, 시즌 아웃 판정을 받았고, 수술을 성공적으로 마친 후 미국에서 재활하였다. 계약 만료 후, 그는 프리미어리그의 포츠머스에서 입단 테스트를 시도하였으나 클럽과 계약하지 않았다.

### 이탈리아 무대

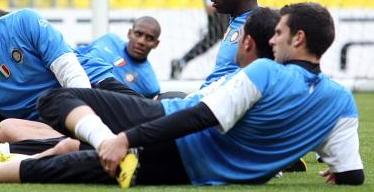
2010년 인테르나치오날레 훈련 세션의 모타

2008년 9월, 모타는 메디컬 테스트 통과 후, 자유 이적으로 제노바로 이적하였다. 세리에 A 첫 시즌에 그는 우수한 활약을 펼치며 잔 피에로 가스페리니 감독 지휘 하에 선발 라인업에 들었다.
2009년 4월 11일, 모타는 3-2로 이긴 유벤투스와의 마지막 홈경기에서 멀티골을 득점하였다. (한 골은 전반 인저리 타임에 득점하였다.) 그는 데뷔 이후 6골이라는 최고 성적을 내었고, 그의 팀도 유로파리그 진출을 이룩하였다.
2009년 5월 20일, 라 가체타 델로 스포르트 (La Gazzetta dello Sport)에서 모타가 팀 동료 디에고 밀리토와 함께 인테르나치오날레로 이적이 성사되었다고 확인하였다. 인테르나치오날레는 밀리토에 €28M, 모타에 €10.2M의 이적료를 지불하였고, 협상 조항에 따라, 제노바는 인테르나치오날레 선수 5명을 받았다: 로베르트 아콰프레스카, 프란체스코 볼초니, 레오나르도 보누치, 이반 파티치, 그리고 리카르도 메조리니. 다리오 카노비, 모타의 에이전트는 제노바의 계약에 €10M의 바이아웃 조항이 붙어 있음을 명시하였다. 모타는 1-1로 비긴 바리와의 2009-10 시즌 홈 개막전에서 첫 출전하였고, 그의 첫 골은 4-0 대승을 거둔 AC 밀란과의 데르비 델라 마돈니나 (Derby della Madonnina)에서 밀리토에게 어시스트를 한 뒤 성공하였다. 시즌 도중 부상으로 나갔다 복귀하는 것을 반복하였고, 그는 볼로냐와의 2010년 4월 3일 경기에서 쐐기골을 득점하여, 3-0 승리에 일조했다.
모타는 0-1로 패한 친정팀 바르셀로나와의 준결승 2차전 (합계 3-2) 을 포함하여 우승을 거둔 챔피언스리그에도 출전하였다. 이 경기에서, 그는 세르히오 부스케츠를 손으로 가격한 것으로 판정받아 퇴장당하였다. 이 사태는 부스케츠가 부상을 속이는 것처럼 보이는 행동으로 관심을 모았다.
2011년 10월 23일, 그는 키에보전에서 베슬러이 스네이더르가 찬 코너킥으로 1-0 결승골을 득점하였고, 이는 인테르나치오날레의 2011-12 시즌 홈 첫 승리였다.

### 파리 생제르맹
2012년 1월 31일, 클라우디오 라니에리 인테르나치오날레 감독이 얼마 전에 팔레르모와의 리그 경기를 위해 불러 모타가 시즌 종료때까지 머무를 것이라 장담하였으나, 모타는 €10M으로 추정되는 가격에 프랑스의 파리 생제르맹으로 이적하였다. 그는 이적 후, 같은 브라질 국적인 프랑스 수도를 위해 뛴 하이, 레오나르두, 그리고 호나우지뉴와 같이 파리 생제르맹에서 뛰고 싶다는 소망을 밝혔다. 그는 인테르나치오날레에서 행복하지 않다고 밝혔고, 이적의 사유에 대해 상세히 늘어놓기를 거절하였다.
이적 나흘 후, 모타는 3-1로 이긴 에비앙과의 홈 경기에서 PSG 데뷔전을 치루었고, 옐로카드 한 장을 수집하였다. 2012년 4월 22일, 또다른 홈 경기인 소쇼전에서 리그 1 첫 골을 득점하였고, 팀의 6-1 승리에 공헌하였다.
2014년 2월 21일, 모타는 2016년 6월까지 계약을 연장하였다.

## 국가대표팀 경력

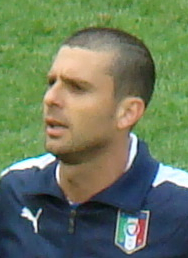
UEFA 유로 2012에서 선발로 출전한 모타.

모타는 2003년 CONCACAF 골드컵에서 브라질 대표로 데뷔하였다. 그는 U-23 국가대표팀 일원으로도 활약하였고, 이미 FIFA의 출장 기록에 남는 정식 국제대회에 출전하였고, 토너먼트에 두번 더 출전하였으며, 1999년에는 1999년 U-17 남아메리카 축구 선수권 대회에 참가하기도 하였다.
모타는 부상으로 2004년 CONMEBOL 남자 프리올림픽 대회에 빠졌으나, 2003년 11월, U-23 국가대표로 산투스전에 출격하였다. 이후, 친할아버지가 이탈리아인이어서 이중 국적을 가진 모타는 가능한 2010년 FIFA 월드컵에는 이탈리아 대표로 출전하기 원한다고 보고되었다. FIFA는 이중 국적을 가지고, 주요 대회 "A" 매치 (친선전 제외) 출전이 없는 자에 한해서 출전할 국가대표팀을 변경할 기회를 주었다.
2011년 2월 6일, 모타는 독일과의 친선경기를 앞두고 차출되었으나, 이탈리아 축구 협회는 공식적으로 이틀 뒤에 발효될 FIFA 규정의 대상이라고 정의하였고, 그는 1-1로 비긴 이 경기에서 63분에 알베르토 아퀼라니와 교체되었다.
2011년 3월 25일, 그의 새 국가대표팀에서 슬로베니아와의 UEFA 유로 2012의 예선전에 출전하여, 페데리코 발차레티와의 합작으로 73분에 결승골을 득점하였다. 그는 폴란드와 우크라이나에서 열린 본선을 위해 발탁되어 푸른 군단 (Azzurri)의 조별 리그 세 경기에 선발 출전하였고, 이후 2-1로 이긴 독일과의 준결승전과 스페인을 상대한 결승전에서 두 차례 교체 출전하였다. 결승전에서 그는 55분에 리카르도 몬톨리보와 교체 출전하였으나, 출전 5분만에 햄스트링 부상을 당한 그가 들것에 실려 나갔다. 모타가 이 경기에서 체사레 프란델리가 세번째로 쓴 교체 카드임에 따라 이탈리아는 잔여 시간동안 10명으로 경기에 응했고, 결국 0-4로 완패하였다.

## 경력 통계

### 클럽 기록
2018년 5월 19일 기준
| 클럽                | 시즌      | 리그 | 리그 | 컵   | 컵 | 리그컵 | 리그컵 | 유럽 | 유럽 | 기타 | 기타 | 합계 | 합계 |
| 클럽                | 시즌      | 출장 | 골   | 출장 | 골 | 출장   | 골     | 출장 | 골   | 출장 | 골   | 출장 | 골   |
| ------------------- | --------- | ---- | ---- | ---- | -- | ------ | ------ | ---- | ---- | ---- | ---- | ---- | ---- |
| 바르셀로나          | 2001–02   | 18   | 1    | 0    | 0  | —      | —      | 7    | 0    | —    | —    | 25   | 1    |
| 바르셀로나          | 2002–03   | 21   | 3    | 0    | 0  | —      | —      | 13   | 2    | —    | —    | 34   | 5    |
| 바르셀로나          | 2003–04   | 20   | 1    | 0    | 0  | —      | —      | 5    | 1    | —    | —    | 25   | 2    |
| 바르셀로나          | 2004–05   | 8    | 0    | 0    | 0  | —      | —      | 0    | 0    | —    | —    | 8    | 0    |
| 바르셀로나          | 2005–06   | 15   | 1    | 0    | 0  | —      | —      | 7    | 0    | 0    | 0    | 22   | 1    |
| 바르셀로나          | 2006–07   | 14   | 0    | 2    | 0  | —      | —      | 7    | 0    | 2    | 0    | 25   | 0    |
| 바르셀로나          | 합계      | 96   | 6    | 2    | 0  | —      | —      | 39   | 3    | 2    | 0    | 139  | 9    |
| 아틀레티코 마드리드 | 2007–08   | 6    | 0    | 0    | 0  | —      | —      | 2    | 0    | —    | —    | 8    | 0    |
| 제노아              | 2008–09   | 27   | 6    | 0    | 0  | —      | —      | —    | —    | —    | —    | 27   | 6    |
| 인테르나치오날레    | 2009–10   | 26   | 4    | 5    | 0  | —      | —      | 8    | 0    | 1    | 0    | 40   | 4    |
| 인테르나치오날레    | 2010–11   | 19   | 4    | 3    | 0  | —      | —      | 5    | 1    | 2    | 0    | 29   | 5    |
| 인테르나치오날레    | 2011–12   | 10   | 3    | 1    | 0  | —      | —      | 2    | 0    | 1    | 0    | 14   | 3    |
| 인테르나치오날레    | 합계      | 55   | 11   | 9    | 0  | —      | —      | 15   | 1    | 4    | 0    | 83   | 12   |
| 파리 생제르맹       | 2011–12   | 14   | 2    | 2    | 0  | 0      | 0      | 0    | 0    | —    | —    | 16   | 2    |
| 파리 생제르맹       | 2012–13   | 12   | 1    | 1    | 0  | 0      | 0      | 2    | 0    | —    | —    | 15   | 1    |
| 파리 생제르맹       | 2013–14   | 32   | 3    | 2    | 1  | 3      | 0      | 9    | 2    | 1    | 0    | 47   | 6    |
| 파리 생제르맹       | 2014–15   | 27   | 0    | 2    | 0  | 2      | 0      | 6    | 0    | 1    | 0    | 38   | 0    |
| 파리 생제르맹       | 2015–16   | 32   | 1    | 3    | 0  | 1      | 0      | 9    | 0    | 1    | 0    | 46   | 1    |
| 파리 생제르맹       | 2016–17   | 30   | 0    | 4    | 1  | 2      | 0      | 5    | 0    | 1    | 0    | 42   | 1    |
| 파리 생제르맹       | 2017–18   | 19   | 1    | 4    | 0  | 0      | 0      | 4    | 0    | 1    | 0    | 28   | 1    |
| 파리 생제르맹       | 합계      | 166  | 8    | 18   | 2  | 8      | 0      | 35   | 2    | 5    | 0    | 232  | 12   |
| 경력 합계           | 경력 합계 | 350  | 31   | 29   | 2  | 8      | 0      | 91   | 6    | 11   | 0    | 489  | 39   |

1. 1 2 3 4 5 6 7 8 9 10 11 12  UEFA 챔피언스리그 출전 경기 포함
2. 1 2  UEFA컵 출전 경기 포함
3. ↑  6경기 UEFA 챔피언스리그, 1경기 UEFA 슈퍼컵 출전 경기 포함
4. ↑  수페르코파 데 에스파냐 출전 경기 포함
5. 1 2  수페르코파 이탈리아나 출전 경기 포함
6. ↑  FIFA 클럽 월드컵 출전 경기 포함
7. 1 2 3 4 5  트로페 데 샹피옹 출전 경기 포함

### 국가대표팀 득점 기록
아래의 점수에서 왼쪽의 점수가 이탈리아의 점수이다.
| #  | 날짜            | 경기장                                | 상대       | 점수 | 최종결과 | 대회             |
| -- | --------------- | ------------------------------------- | ---------- | ---- | -------- | ---------------- |
| 1. | 2011년 3월 25일 | 스토치세 경기장, 류블라나, 슬로베니아 | 슬로베니아 | 1–0  | 1–0      | 유로 2012 예선전 |

## 수상 내역

### 선수

#### 클럽
바르셀로나
- UEFA 챔피언스리그: 2005–06

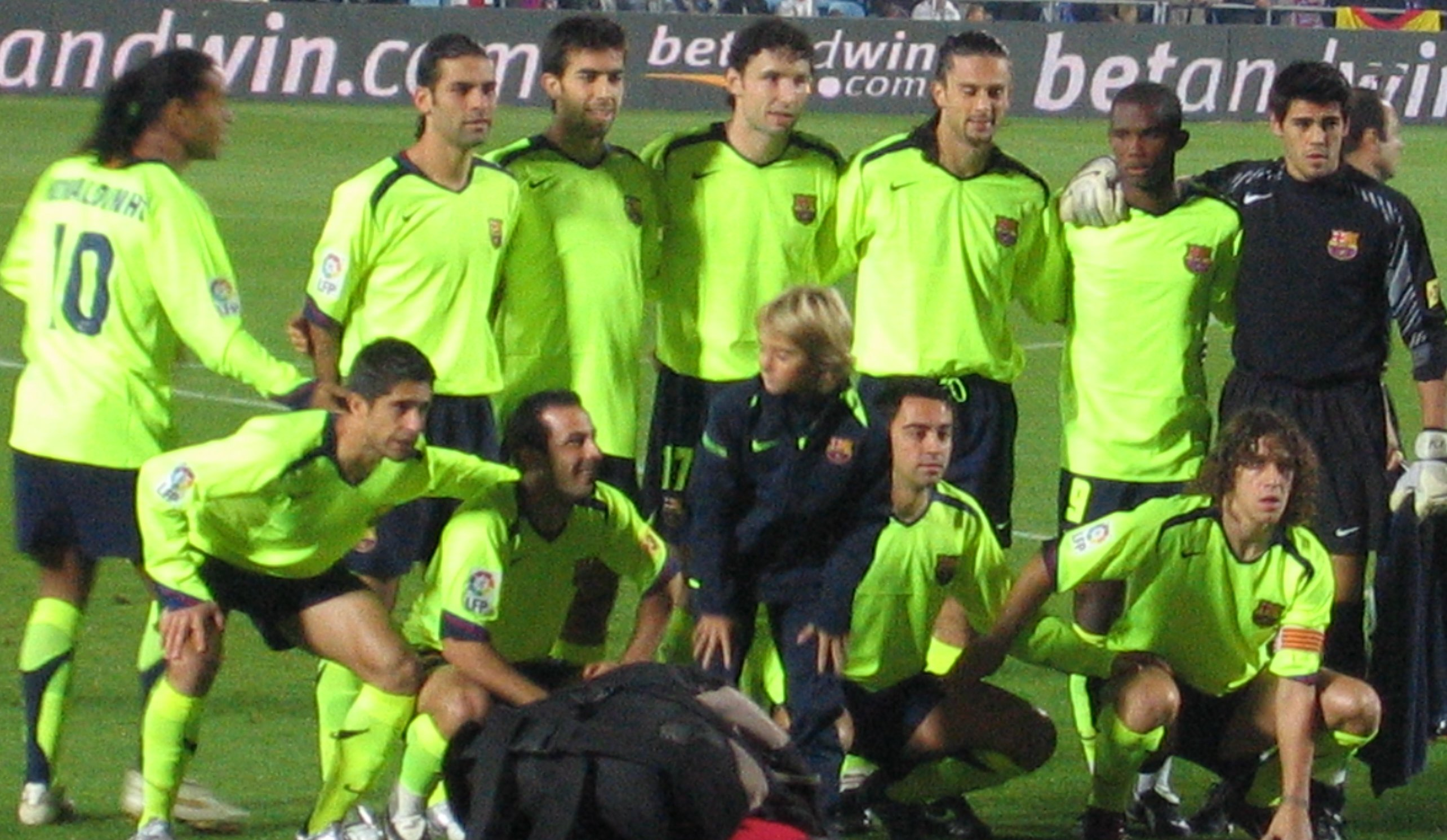
스페인과 유럽을 정복한 2005-06 시즌의 바르셀로나 선수단의 모타 (뒷줄 우측에서 세번째)

- 라 리가: 2004–05, 2005–06
- 수페르코파 데 에스파냐: 2005, 2006
- UEFA 슈퍼컵 준우승: 2006
- FIFA 클럽 월드컵 준우승: 2006

인테르나치오날레
- UEFA 챔피언스리그: 2009–10
- FIFA 클럽 월드컵: 2010
- 세리에 A: 2009–10
- 코파 이탈리아: 2009–10, 2010–11
- 수페르코파 이탈리아나: 2010
- UEFA 슈퍼컵 준우승: 2010

파리 생제르맹
- 리그 1: 2012–13, 2013–14, 2014–15, 2015–16, 2017–18
- 쿠프 드 프랑스: 2014–15, 2015–16, 2016–17, 2017–18
- 쿠프 드 라 리그: 2013–14, 2014–15, 2015–16, 2016–17, 2017–18
- 트로페 데 샹피옹: 2013, 2014, 2015, 2016, 2017

#### 국가대표팀
브라질

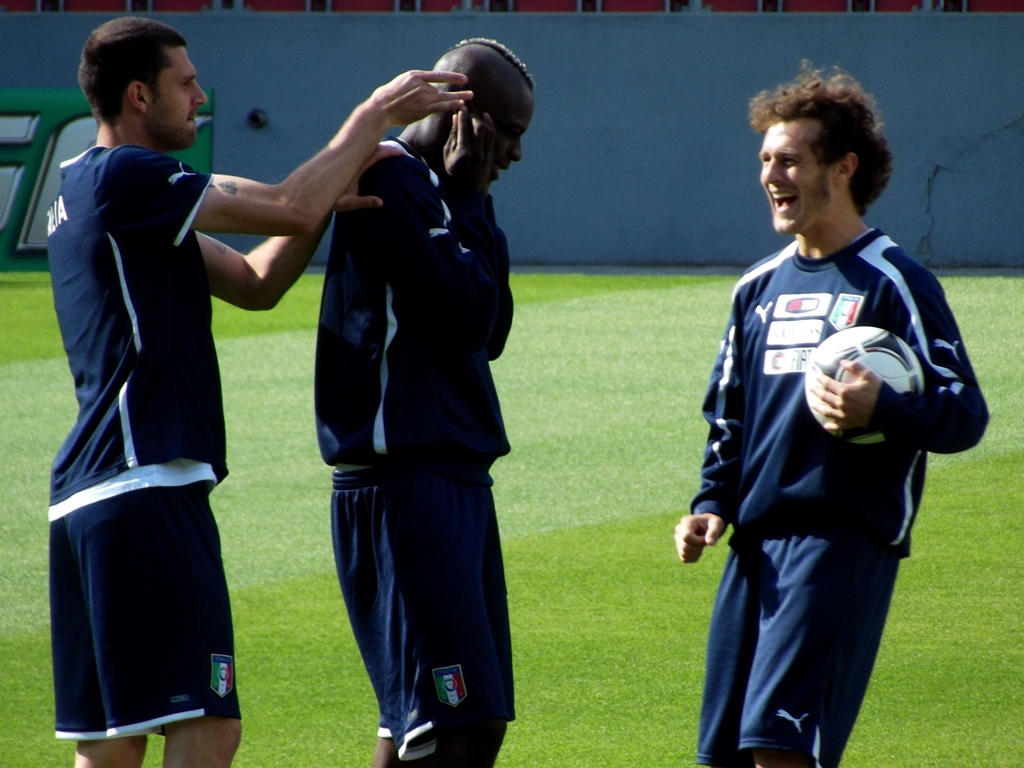
UEFA 유로 2012 훈련 세션의 티아고 모타, 마리오 발로텔리, 그리고 알레산드로 디아만티

- U-17 남아메리카 축구 선수권 대회: 1999
- CONCACAF 골드컵 준우승: 2003

이탈리아
- UEFA 유럽 축구 선수권 대회 준우승: 2012

### 개인
- 돈 발론 상 – 라리가 최우수 신인 선수상: 2002-03
- 세리에 A 올해의 팀: 2010-11
- 리그 1 올해의 팀: 2013-14

### 감독
- 세리에 A 이달의 감독 - 2022년 1월, 2023년 2월, 2023년 3월